# 원풍연
원풍연(1972년 2월 23일 ~ )은 대한민국의 배우이다. 형은 영화감독 원신연이다.

## 학력
- 인천체육고등학교

## 출연작

### 영화
- 《봉오동 전투》 (2019년) - 이진성 역
- 《살인자의 기억법》 (2017년) - 경찰서 형사 1 역
- 《노다지》 (2017년)
- 《거짓말》 (2015년) - 파출소 경찰 역
- 《마트로 간 소년》 (2014년) - 남자 역
- 《용의자》 (2013년) - 사복 역
- 《블라인드》 (2011년) - 형사 1 역
- 《소와 함께 여행하는 법》 (2010년) - 우시장 경매사 역
- 《미스터 좀비》 (2010년) - 영철 역
- 《자네 정말 개를 사랑하는 구먼…》 (2009년)
- 《비상》 (2009년) - 기둥 역
- 《세븐 데이즈》 (2007년) - 목티 남 역
- 《빵과 우유》 (2003년) - 노동자 역
- 《자장가》 (2002년) - 도움출연 역
- 《광복절 특사》 (2001년) - 보안과 교도관 역
- 《시간지문》 (2001년) - 상훈 역
- 《검은 모자》 (1993년) - 건달들 역
- 《가진것 없소이다》 (1992년)
- 《장군의 아들 2》 (1991년)
- 《따봉 수사대: 밥풀떼기 형사와 전봇대 형사》 (1991년)
- 《꼭지딴》 (1990년)

### 드라마
- 《파랑새는 있다》 (KBS2, 1997년)